# Richard Kline
Richard Kline (New York, 29 aprile 1944) è un attore e regista statunitense.
È noto per aver interpretato Larry Dallas, nella sit-com Tre cuori in affitto, apparendo nelle primissime stagioni come ospite ma in seguito parte effettiva del cast.

## Filmografia

### Cinema
- Intrigo alla Casa Bianca (The Feminine Touch), regia di Conrad Janis (1995)
- Mai dire ninja (Beverly Hills Ninja), regia di Dennis Dugan (1997)
- Tre canaglie e un galeotto (Treehouse Hostage), regia di Sean McNamara (1998)
- Liberty Heights, regia di Barry Levinson (1999)
- Io vi dichiaro marito e... marito (I Now Pronounce You Chuck and Larry), regia di Dennis Dugan (2007)
- Jack e Jill (Jack and Jill), regia di Dennis Dugan (2011)
- Amore, matrimonio e altri disastri (Love, Weddings & Other Disasters), regia di Dennis Dugan (2020)

### Televisione
- La famiglia Bradford (Eight Is Enough) - serie TV, 2 episodi (1977)
- Tre cuori in affitto (Three's Company) - serie TV, 130 episodi (1977-1984)
- I Roper (The Ropers) - serie TV, episodio 1x06 (1979)
- Love Boat (The Love Boat) - serie TV, 4 episodi (1979-1984)
- CHiPs - serie TV, episodio 4x06 (1980)
- Giorno per giorno (One Day at a Time) - serie TV, episodio 6x19 (1981)
- Fantasilandia (Fantasy Island) - serie TV episodio 7x01 (1983)
- Tre per tre (Three's a Crowd) - serie TV, episodio 1x18 (1985)
- La signora in giallo (Murder, She Wrote) - serie TV, episodio 3x05 (1986)
- A cuore aperto (St. Elsewhere) - serie TV, episodio 6x03 (1987)
- Otto sotto un tetto (Family Matters) - serie TV, episodio 6x17 (1995)
- Una bionda per papà (Step by Step) - serie TV, episodio 5x07 (1995)
- Sposati...  con figli (Married... with Children) - serie TV, episodio 10x26 (1996)
- Beautiful (The Bold and the Beautiful) - soap opera 12 episodi (1996)
- La tata (The Nanny) - serie TV, episodio 4x24 (1997)
- Sabrina vita da strega (Sabrina, the Teenage Witch) - serie TV, episodio 5x07 (2000)
- Giudice Amy (Judging Amy) - serie TV, episodio 2x14 (2001)
- Una mamma per amica (Gilmore Girls) - serie TV, episodio 2x11 (2002)
- E.R. - Medici in prima linea (ER) - serie TV, episodio 10x14 (2004)
- Blue Bloods - serie TV, episodi 10x19-12x15 (2020, 2022)
- The Resident - serie TV, episodio 5x08 (2021)

## Doppiatori italiani
Nelle versioni in italiano delle opere in cui ha recitato, Richard Kline è stato doppiato da:
- Oliviero Dinelli in La signora in giallo, E.R. - Medici in prima linea, Blue Bloods (ep. 7x06)
- Cesare Barbetti in La famiglia Bradford
- Roberto Chevalier in Tre cuori in affitto (st. 1-6)
- Federico Danti in Tre cuori in affitto (st. 7-8)
- Teo Bellia in Colombo
- Stefano Oppedisano in Blue Bloods (ep. 3x14)
- Guido Sagliocca in Blue Bloods (ep. 10x19, 12x06, 12x15)